# سيرجي سمليك
سيرجي سمليك (بالأوكرانية: Смелик Сергій Володимирович) هو عداء أوكراني متخصص في سباق 200 متر. شارك في دورة الألعاب الأولمبية.

## سجل المنافسة
| العام         | المسابقة                                      | المكان        | المركز        | حدث             | ملاحظة        |
| يمثل أوكرانيا | يمثل أوكرانيا                                 | يمثل أوكرانيا | يمثل أوكرانيا | يمثل أوكرانيا   | يمثل أوكرانيا |
| ------------- | --------------------------------------------- | ------------- | ------------- | --------------- | ------------- |
| 2012          | بطولة أوروبا لألعاب القوى 2012                | هلسنكي        | 5             | 100 م           | 10.34         |
| 2012          | بطولة أوروبا لألعاب القوى 2012                | هلسنكي        | –             | 200 م           | 200 م         |
| 2012          | ألعاب القوى في الألعاب الأولمبية الصيفية 2012 | لندن          | 22            | 200 م           | 20.65         |
| 2013          | ألعاب جامعية صيفية 2013                       | قازان         | 4             | 100 م           | 10.21         |
| 2013          | ألعاب جامعية صيفية 2013                       | قازان         | 1             | 4 × 100 م تتابع | 38.56         |
| 2013          | بطولة العالم لألعاب القوى 2013                | موسكو         | 10            | 200 م           | 20.42         |
| 2013          | بطولة العالم لألعاب القوى 2013                | موسكو         | 12            | 4 × 100 م تتابع | 38.57         |
| 2014          | بطولة العالم للتتابع 2014                     | ناساو         | 9             | 4 × 100 م تتابع | 38.53         |
| 2014          | بطولة أوروبا لألعاب القوى 2014                | زيورخ         | 3             | 200 م           | 20.30         |
| 2014          | بطولة أوروبا لألعاب القوى 2014                | زيورخ         | 9             | 4 × 100 م تتابع | 39.03         |
| 2015          | بطولة العالم لألعاب القوى 2015                | بكين          | 37            | 200 م           | 20.60         |
| 2015          | بطولة العالم لألعاب القوى 2015                | بكين          | 11            | 4 × 100 م تتابع | 38.79         |

## روابط خارجية
- سيرجي سمليك على موقع الاتحاد الدولي لألعاب القوى (الإنجليزية)
- سيرجي سمليك على موقع الدوري الماسي (الإنجليزية)
- سيرجي سمليك على موقع أوليمبيديا (الإنجليزية)